# Allersberg
Allersberg est une commune de Bavière (Allemagne), située dans l'arrondissement de Roth, dans le district de Moyenne-Franconie.

## Jumelages
Allersberg est jumelée avec la commune française Saint-Céré depuis 1985.